# Discografie van Nelson Riddle
Dit is een uitgebreide discografie van arrangeur en orkestleider Nelson Riddle.

## Als bandleider

### Singles (selectie, met hitnoteringen Amerika)
- "Lisbon Antigua" { US nr. 1 - februari 1956 }
- "Port Au Prince" { US nr. 20 - april 1956 }
- "Theme From The Proud Ones" { US nr. 39 - juli 1956 }
- "Route 66 Theme" { US nr. 30 - juni 1962 - AC nr. 9, 1962 }
- "Naked City Theme" { US nr 130 - oktober 1962 }
- "What's New" (met Linda Ronstadt) US nr. 53 - december 1983 - AC nr. 5, 1983
- "I've Got A Crush On You" (met Linda Ronstadt) AC nr. 7, 1984

Bronnen: Billboard Top Pop Singles, Billboard Adult Contemporary (A.C.) Billboard Bubbling Under Singles Books

### Albums

#### Capitol
- 1955 The Music from "Oklahoma!"
- 1956 Lisbon Antigua (EP)
- 1956 The Tender Touch
- 1957 Hey... Let Yourself Go
- 1958 C'mon... Get Happy
- 1958 Sea of Dreams
- 1958 Witchcraft!
- 1959 The Joy of Living
- 1959 Sing a Song with Riddle
- 1959 Original Music from the TV Show "The Untouchables"
- 1960 Music of the Motion Picture Can Can
- 1961 Magic Moments from "The Gay Life"
- 1961 Love Tide
- 1962 Route 66 Theme and Other Great TV Hits
- 1962 Love is a Game of Poker
- 1962 The Best of Nelson Riddle
- 1962 More Hit TV Themes

#### Reprise
- 1964 White on White, Shangri-La, Charade & Other Hits of 1964
- 1965 Interprets Great Music, Great Films, Great Sounds
- 1966 NAT: An Orchestral Portrait of Nat "King" Cole

#### Solid State Records
- 1967 Music for Wives and Lovers

#### Liberty
- 1967 The Bright and the Beautiful
- 1968 The Riddle of Today

#### United Artists
- 1967 For Swinging Lovers
- 1968 The Contemporary Sound of Nelson Riddle

#### Capilano Records
- 1969 British Columbia Suite

#### Marble Arch Records
- 1970 Nelson Riddle Conducts the 101 Strings

#### Avon
- 1970 Avon Wishes You a Happy Holiday and a Joyous New Year

#### Bulldog Records
- 1970 The Look of Love

#### MPS Records
- 1971 Communication
- 1973 Changing Colors

#### Daybreak Records
- 1973 Vive LeGrand!

#### DRG
- 2006 Hey Diddle Riddle (recorded 1959)

## Als arrangeur (selectie)
"What Is This Thing Called Love" (voor Keely Smith)
"I've Got You Under My Skin" (voor Frank Sinatra)
"One For My Baby (And One More For The Road)" (voor Frank Sinatra)
"The Lady Is a Tramp" (voor Frank Sinatra)
"Come Rain or Come Shine" (voor Judy Garland)
"Zing! Went the Strings of My Heart" (voor Judy Garland)
"Mona Lisa" (voor Nat King Cole)
"Night and Day" (voor Frank Sinatra)
"On The Street Where You Live" (voor Dean Martin)
"Unforgettable" (voor Nat King Cole)
"What's New" (voor Linda Ronstadt)
"Witchcraft" (voor Frank Sinatra)
"Ain't That a Kick in the Head" (voor Dean Martin)

### voor Frank Sinatra

#### Capitol-albums
- 1953 Songs for Young Lovers
- 1954 Swing Easy!
- 1955 In the Wee Small Hours
- 1956 Songs for Swingin' Lovers
- 1957 Close to You
- 1957 A Swingin' Affair!
- 1958 Frank Sinatra Sings for Only the Lonely
- 1960 Nice 'n' Easy
- 1961 Sinatra's Swingin' Session!!!

#### Capitol-singles
- 1954 "White Christmas"/"The Christmas Waltz"

#### Reprise-albums
- 1963 The Concert Sinatra
- 1963 Sinatra's Sinatra
- 1963 Reprise Musical Repertory Theatre
- 1964 Sinatra Sings Days of Wine and Roses, Moon River, and Other Academy Award Winners
- 1964 Softly, As I Leave You
- 1964 America, I Hear You Singing
- 1964 Robin and the 7 Hoods (soundtrack)
- 1964 12 Songs of Christmas
- 1965 My Kind of Broadway
- 1965 Sinatra '65: The Singer Today
- 1966 Moonlight Sinatra
- 1966 Strangers in the Night
- 1968 The Sinatra Family Wish You a Merry Christmas
- 1977 Unfinished album ("Nancy," "Emily," "Linda," "Sweet Lorraine," "Barbara")
- 1979 Trilogy: Past Present Future ("Something")
- 1981 She Shot Me Down ("The Gal that Got Away"/"It Never Entered My Mind")

#### Reprise-singles
- 1961 "Pocketful of Miracles"/"Name It and It's Yours"
- 1962 "The Look of Love"/"I Left My Heart in San Francisco"
- 1963 "California"/"America the Beautiful"
- 1963 "You Brought a New Kind of Love to Me"
- 1965 "Moment to Moment"
- 1968 "Blue Lace"/"Star!"
- 1976 "I Love My Wife"/"Evergreen" [unreleased]
- 1980 "Theme From 'New York, New York' - Reprise 7-49233

### voor Ella Fitzgerald

#### Verve-albums
- 1959 Ella Fitzgerald Sings the George and Ira Gershwin Songbook
- 1962 Ella Swings Gently with Nelson
- 1962 Ella Swings Brightly with Nelson
- 1962 Ella Fitzgerald Sings the Jerome Kern Songbook
- 1964 Ella Fitzgerald Sings the Johnny Mercer Songbook

#### Pablo-albums
- 1972 Ella Loves Cole (heruitgegeven in 1978 onder de titel Dream Dancing, met twee nieuwe tracks)
- 1982 The Best Is Yet to Come

### voor Nat King Cole
(Alle albums voor Capitol)
- 1953: Nat King Cole Sings for Two In Love
- 1954: Unforgettable
- 1955: The Piano Style of Nat King Cole
- 1956: Ballads of the Day
- 1958: St. Louis Blues
- 1958: Cole Español
- 1959: To Whom It May Concern
- 1960: Wild Is Love
- 2001: Night Lights — postume release voor Cole en Riddle; opgenomen in 1955/56

### voor andere artiesten
- Anna Maria Alberghetti
  - Warm and Willing (Capitol, 1960)
- Shirley Bassey
  - Let's Face the Music (EMI, 1962)
- Rosemary Clooney
  - Rosie Solves the Swingin' Riddle! (RCA, 1960)
  - Love (Reprise, 1963)
- Bing Crosby
  - Return to Paradise Islands (Reprise, 1964)
- Sammy Davis, Jr.
  - That's Entertainment! (MGM, 1974)
- Buddy DeFranco
  - Plays Nelson Riddle's Cross Country Suite (Dot, 1958)
- Eddie Fisher
  - Games that Lovers Play (RCA, 1966)
- Judy Garland
  - Judy (Capitol, 1956)
  - Judy in Love (Capitol, 1958)
- Antonio Carlos Jobim
  - The Wonderful World of Antonio Carlos Jobim (Warner Bros. Records, 1965)
- Jack Jones
  - There's Love And There's Love And There's Love (Kapp Records, 1965)
- Kiri Te Kanawa
  - Blue Skies (Decca, 1985)
- Steve Lawrence
  - Portrait of Steve (MGM, 1972)
- Peggy Lee
  - The Man I Love (Capitol, 1957) (conducted by Frank Sinatra)
  - Jump for Joy (Capitol, 1958)
- Dean Martin
  - This Time I'm Swingin' (Capitol, 1960)
  - Cha Cha de Amor (Capitol, 1962)
- Johnny Mathis
  - I'll Buy You A Star (Columbia, 1962)
  - Live it Up (Columbia, 1963)
- Yehudi Menuhin & Stéphane Grappelli
  - Top Hat (EMI, 1981)
- Oscar Peterson
  - Oscar Peterson and Nelson Riddle (Verve, 1964)
- Sue Raney
  - When Your Lover Has Gone (Capitol, 1959)
- Mavis Rivers
  - Take a Number (Capitol, 1959)
- Linda Ronstadt
  - What's New? (Asylum, 1983)
  - Lush Life (Asylum, 1984)
  - For Sentimental Reasons (Asylum, 1986)
- Tommy Sands
  - When I'm Thinking of You (Capitol, 1959)
  - Dream with Me (Capitol, 1960)
- Dinah Shore
  - Dinah, Yes Indeed! (Capitol, 1959)
- Phil Silvers
  - Phil Silvers and Swinging Brass (Columbia, 1956)
- Frank Sinatra, Jr.
  - Spice (Daybreak Records, 1971)
  - His Way! (Daybreak Records, 1972)
- Kate Smith
  - The Best of Kate Smith (RCA Records, 1963-1967)
- Keely Smith
  - I Wish You Love (Capitol, 1958)
  - Swingin' Pretty (Capitol, 1959)
  - Little Girl Blue/Little Girl New (Reprise, 1962)
- Barbra Streisand
  - On a Clear Day You Can See Forever (soundtrack) (Columbia Records, 1970)
- Pinky Tomlin
  - Country Boy (Arvee Records, 1963)
- Ed Townsend
  - New in Town (Capitol, 1959)
  - Glad to Be Here (Capitol, 1959)
- Danny Williams
  - Swinging For You (HMV, 1962)

### Televisie-werk
- The Rosemary Clooney Show (1956)
- A Man and His Music (1965/1966/1967 tv-specials voor Frank Sinatra)
- The Julie Andrews Hour (1973)
- The Carpenters: Music, Music, Music (1980)

### Films
- Pal Joey (1957, met Frank Sinatra)
- Till There Was You (van The Music Man in 1957)
- Can-Can (1960)
- Robin and the 7 Hoods (1964)
- Paint Your Wagon (1969)
- On a Clear Day You Can See Forever (1970)

## Als componist

### Film- en televisie
- Lisbon (1956) (theme-song, haalde de 1ste plaats in de Billboard Top 100)
- Li'l Abner (1959)
- The Untouchables
- Route 66 (1960) (theme-song werd in 1962 een Amerikaanse Top 40-hit)
- Naked City (1960)
- Ocean's Eleven (1960)
- Lolita (1962)
- 4 for Texas (1963)
- A Rage to Live (1965)
- Batman (1966-68, tv-serie) (Neal Hefti componeerde "Batman Theme" song, maar Riddle en Billy May schreven de muziek voor de feitelijke afleveringen)
- Batman
- El Dorado (1966)
- How to Succeed in Business Without Really Trying (1967)
- This Is Your Life (1971)
- Emergency! (1972)
- The Great Gatsby (zorgde voor hernieuwde populariteit van Irving Berlin's "What'll I Do" en bracht Riddle de Academy Award for Best Original Song Score and Adaptation bij de 47th Academy Awards)
- CHiPs (1977) some first-season episodes

## Tribuutplaat door andere artiesten
- Erich Kunzel, Route 66 - That Nelson Riddle Sound (Telarc Records, 2000)